# Mama-csujai járás

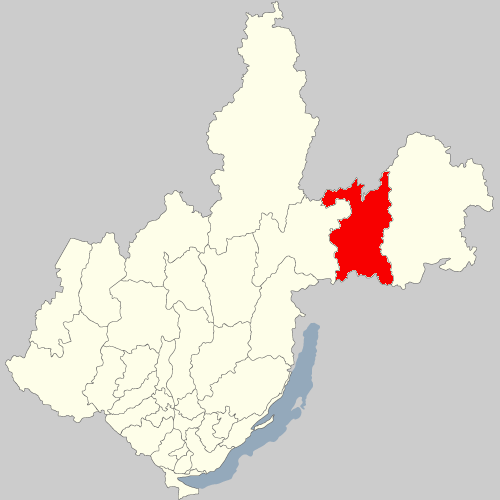
A Mama-csujai járás az Irkutszki területen

A Mama-csujai járás (oroszul Ма́мско-Чу́йский райо́н) Oroszország egyik járása az Irkutszki területen. Székhelye Mama.

## Népesség
- 1989-ben 18 895 lakosa volt.
- 2002-ben 7990 lakosa volt.
- 2010-ben 5501 lakosa volt, melyből 4967 orosz, 136 tatár, 121 ukrán, 53 német stb.